# Муржуков, Курмангалий Джанатович
Курмангалий Джанатович Муржуков (каз. Құрманғали Жанатұлы Мұржықов; 1905 год, аул Булак, Кокчетавский уезд, Акмолинская область, Российская империя — 31 августа 1943 год, хутор Ударный, Богодуховский район, Харьковская область) — советский государственный деятель. Нарком торговли Казахской ССР.

## Биография
Курмангалий Джанатович Муржуков родился в 1905 году в ауле Булак Булакского аулсовета Кокчетавского уезда Акмолинской области в семье чабана. По национальности - казах. Член Коммунистической партии с 1931 г.

### Образование
В 1928 году окончил курсы трактористов в г. Петропавловск, в 1930 году курсы шоферов в г. Омск.
В 1941 году завершил курсы партийных работников при ЦК КП(б)К в г. Алма-Ата.

### Трудовая деятельность
В 1917-1932 гг. чабан, рабочий кредитного товарищества, шофер Чаглинского зерносовхоза, заместитель начальника автобазы Всесоюзного объединения "Союзтранс" (Кокчетавский район Северо-Казахстанской области).
В 1933-1937 гг. заместитель директора Казахского треста автогужевого транспорта, заместитель управляющего Казахским отделением Главного управления металлургической промышленности СССР.
В 1937-1938 гг. управляющий Казахским отделением Центрального бюро по подготовке кадров энергетического хозяйства СССР.
В 1938 г. первый секретарь Каратасского райкома КП(б)К (Южно-Казахстанская область), заведующий отделом советской торговли Южно-Казахстанского обкома КП(б)К (г. Чимкент).
С апреля 1939 по июнь 1941 года нарком торговли Казахской ССР.
В июле-августе 1941 года слушатель партийных курсов при ЦК КП(б)К.
С августа 1941 года заместитель председателя Актюбинского облисполкома.
В апреле 1942 года Курмангали Муржуков был призван в ряды Рабоче-крестьянской Красной армии. 23 июля 1942 года прибыл с дивизией на Сталинградский фронт. Служил старшим инструктором политотдела по организационно-партийной работе 214-й стрелковой дивизии, приданной 4-й танковой армии.
Майор Муржуков погиб в бою 31 августа 1943 года при отражении контратаки противника. Похоронен на хуторе Ударный Богодуховского района Харьковской области.
Кандидат в члены ЦК Компартии Казахстана (1941).
Депутат Верховного Совета Казахской ССР I созыва (1938—1946) от Каратасского избирательного округа Южно-Казахстанской области

### Награды
Награжден орденом "Отечественной войны 1-й степени" (17.09.1943, посмертно).